# Lustrum
Ein Lustrum (lateinisch, zu lustrare „hell machen“, „reinigen“) war ursprünglich in der altrömischen Religion ein Reinigungs- oder Sühneopfer, dann auch die Bezeichnung für einen Zeitraum von fünf Jahren.

## Lustrum als Opfer
Die von den Censoren durchgeführte Steuereinschätzung und Musterung der Bürger (Census) wurde mit diesem Opfer beendet. Es fand auf dem Marsfeld vor den Toren Roms statt. Einer der Censoren ließ drei Opfertiere (Suovetaurilia: Eber, Widder und Stier) von Bürgern mit Glück verheißenden Namen um das versammelte Volk herumführen, die anschließend dem Mars geopfert wurden. Zuvor opferte der Censor eigenhändig Wein, während die blutige Opferhandlung an den Tieren wie üblich von besonderen Opferdienern, den victimarii, durchgeführt wurde.

## Lustrum als Zeitraum
Da sich das Lustrum alle fünf Jahre wiederholte, war die Bezeichnung ab Ende des 3. Jahrhunderts v. Chr. allgemein für einen Zeitraum von fünf Jahren, ein Jahrfünft, im Gebrauch. Das Wort war bei römischen Dichtern aus metrischen Gründen beliebt und hat sich in der gehobenen Sprache bis heute erhalten.

„Wer im Begriffe ſteht, ſein zwölftes Luſtrum zu beendigen, der wird wohl thun, von früheren poetiſchen Arbeiten ſeine Hand abzuziehen, um nicht denſelben durch weitere Abänderungen an lebendiger Friſche Werthvolleres zu rauben, als ſie durch größere Korrektheit gewinnen können.“

Eine andere historische Bezeichnung für einen Fünfjahreszeitraum ohne religiösen Bezug war das Quinquennium.